# Іскітимський район
Іскітимський район — муніципальне утворення в Новосибірській області  Росії.
Адміністративний центр — місто Іскітим (не входить до складу району).

## Географія
Район розташований на південному сході Новосибірської області, південніше м Новосибірська. Межує з Новосибірським, Ординським, Сузунським, Черепановськис, Маслянинським та Тогучинським районами і міським округом Бердськ. Територія району за даними на 2008 рік — 438,4 тис. га, у тому числі сільгоспугіддя — 252,1 тис. га (57,5% всієї площі) .
На північному заході уздовж кордону району розташовано Новосибірське водосховище на річці Обі, найбільший приплив Обі в межах району — річка Бердь.

## Історія
Відомості про перші російські поселення на нинішній території району відносяться до XVII століття. Основним заняттям населення було землеробство та скотарство. Серед ремесел виділилися пимокатне, шкіряне, ковальське, теслярське та  борошномельне виробництва.
Район утворений в 1935 році в складі Західно-Сибірського краю. В 1937 році район був включений в новоутворену Новосибірську область. В 1965 році до складу району увійшла територія колишнього Легостаєвського району.

## Економіка
У районі розташований Горлівський вугільний басейн з високоякісним антрацитом. Селянські артілі добували вугілля з другої половини XIX століття, найбільш відомими були копальні поблизу села Горлова, що дали назву всьому басейну. Вугілля використовувався на місці, а також вивозився на мідеплавильні заводи Алтаю.

## Населення
| 2002    | 2009    | 2010    | 2011    | 2012    | 2013    | 2014    |
| ------- | ------- | ------- | ------- | ------- | ------- | ------- |
| 66 420  | ↗66 691 | ↘66 567 | ↘62 782 | ↗63 198 | ↗63 390 | ↘63 119 |
| 2015    | 2016    | 2017    | 2018    | 2019    |         |         |
| ↘62 494 | ↘61 649 | ↘61 040 | ↘60 394 | ↘59 836 |         |         |